# Nietoperz (Mięguszowiecki Szczyt)

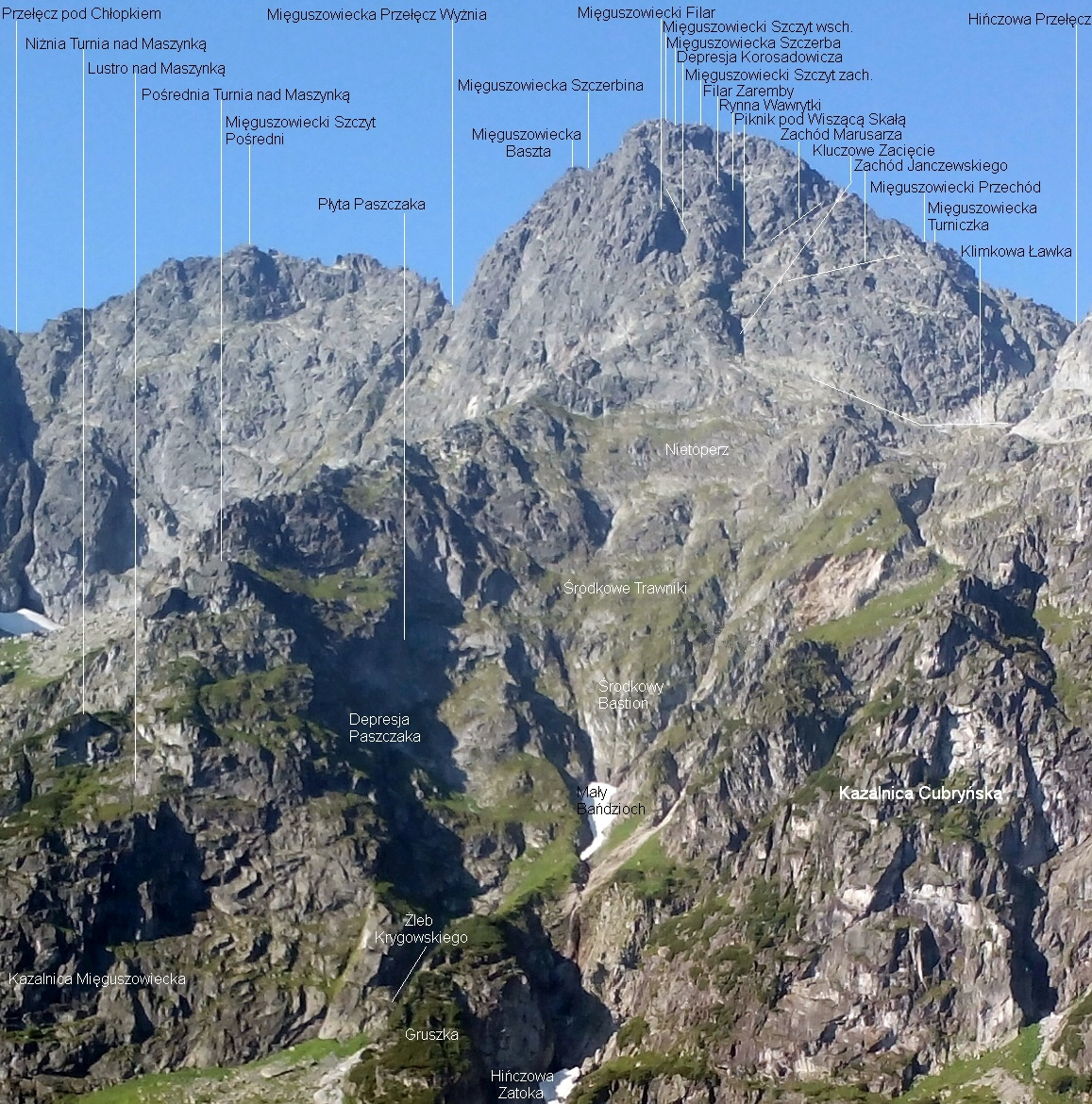
Formacje skalne na północnej ścianie Mięguszowieckiego Szczytu

Nietoperz – pas skał na północnej ścianie Mięguszowieckiego Szczytu w polskich Tatrach Wysokich. Znajduje się powyżej Środkowych Trawników, a poniżej kopuły szczytowej. Nazwa tej formacji skalnej pochodzi od kształtu przypominającego nietoperza (zwłaszcza uwidacznia się to zimą). Pomiędzy Nietoperzem a niżej położonymi Środkowymi Trawkami znajduje się kilka wąskich półeczek poprzedzielanych nagimi płytami. Z lewej strony (patrząc od dołu) ograniczenie Nietoperza tworzy Mięguszowiecki Filar, z prawej strony głębokie zacięcie opadające z końca Klimkowej Ławki, niżej przechodzące w głęboką depresję nad Kominem Krygowskiego.
Przez Nietoperza prowadzi droga wspinaczkowa Superdirettissima (od Wielkiego Piargu najkrótszą drogą na Mięguszowiecki Szczyt). Trudność do V skali tatrzańskiej, czas przejścia 8 godz.  Pełne jej przejście miało miejsce tylko zimą. Pierwsi, którzy przeszli tę drogę ocenili przejście Nietoperza na IV (lód do 90 stopni), późniejsi taternicy, którzy również zimą przeszli Nietoperza zweryfikowali tę trudność na III. Latem środkiem Nietoperza przeszli Janusz Mączka i Janusz Kotniewicz 28 czerwca 1966 r..